# TVCG 1
TVCG 1 – pierwszy kanał czarnogórskiego nadawcy publicznego Radiotelevizija Crne Gore (RTCG).